# Ruo (Fluss)
Der Ruo ist ein Nebenfluss des Shire in Malawi und Mosambik.

## Verlauf
Der Fluss entspringt im Mulanje Bergmassiv nahe dem Nandiwo Peak. Er fließt zunächst in südliche Richtung, bis er auf die Grenze zu Mosambik stößt, die er von da ab bildet. Sein weiter Verlauf ist in westsüdwestlicher Richtung, bis er schließlich südlich von Chiromo in den Shire mündet.

## Hydrologie
Die Abflussmenge des Flusses wurde kurz vor der Mündung in m³/s gemessen (Werte aus Diagramm abgelesen).